# WPA-Poolbillard-Team-Weltmeisterschaft
Die WPA-Poolbillard-Team-Weltmeisterschaft (offiziell: World Team Championship) ist ein Poolbillardturnier, bei dem der Weltmeister der Nationalmannschaften ermittelt wird.

## Geschichte
Die Poolbillard-Team-Weltmeisterschaft wurde 2010 im Rahmen der ABF-Messe in Hannover erstmals ausgetragen. Die britische Mannschaft gewann das Turnier im Finale gegen die Philippinen, die beiden Mannschaften des Gastgebers Deutschland schieden im Achtel- beziehungsweise Viertelfinale aus.
2012 fand die Team-WM in Peking statt. Die taiwanische Mannschaft wurde durch einen Sieg gegen Japan Weltmeister. 
2014 wurde in Peking die zweite chinesische Mannschaft im Finale gegen die Philippinen Weltmeister.
Nach acht Jahren Pause fand 2022 im österreichischen Klagenfurt die vierte Ausgabe statt und 2023 in San Juan (Puerto Rico) die fünfte.

## Modus
2010 nahmen 42 Mannschaften an der Team-WM teil. Diese spielten zunächst im Doppel-K.-o.-System bis noch 16 Mannschaften im Turnier waren. Diese setzten das Turnier im K.-o.-System fort.
Seit 2012 nehmen 24 Mannschaften teil. Diese werden in sechs Gruppen à vier Mannschaften aufgeteilt und spielen dort im Liga-System gegeneinander. Die Gruppenersten und -zweiten sowie die vier besten Gruppendritten qualifizieren sich für die Finalrunde in der das Turnier im K.-o.-System beendet wird.
Die Mannschaften bestehen bei der Team-Weltmeisterschaft aus vier bis sechs Spielern, darunter mindestens eine Frau. Ein Match besteht aus jeweils zwei Partien in den Disziplinen 8-Ball, 9-Ball und 10-Ball.
Die Partien im 8-Ball und im 9-Ball werden im Einzel gespielt, die 10-Ball-Partien als Scotch-Doubles gespielt. Dabei muss eine 9-Ball- und eine 10-Ball-Partie von einer Frau gespielt werden.
Für jede gewonnene Partie bekommt die entsprechende Mannschaft einen Punkt. In der Gruppenphase erhält eine Mannschaft entsprechend der Drei-Punkte-Regel drei Punkte für ein gewonnenes Match sowie einen Punkt für ein Unentschieden.
Bei einem Unentschieden in der Finalrunde wird der Sieger im Shoot-out ermittelt.

## Die Turniere im Überblick
| 2010 | Hannover   | Großbritannien 1  | 4:1 | Philippinen       | Griechenland   | Russland          |
| 2012 | Peking     | Chinesisch Taipeh | 4:0 | Japan             | Großbritannien | China 2           |
| 2014 | Peking     | China 2           | 4:2 | Philippinen       | Japan          | China 1           |
| 2022 | Klagenfurt | Philippinen       | 3:0 | Großbritannien    | Deutschland    | Chinesisch Taipeh |
| 2023 | San Juan   | Deutschland       | 3:2 | Chinesisch Taipeh | Österreich     | Portugal          |

## Rangliste
| Platz | Mannschaft        | Gold | Silber | Bronze |
| ----- | ----------------- | ---- | ------ | ------ |
| 1     | Philippinen       | 1    | 2      | 0      |
| 2     | Großbritannien    | 1    | 1      | 1      |
| 2     | Chinesisch Taipeh | 1    | 1      | 1      |
| 4     | China             | 1    | 0      | 2      |
| 5     | Deutschland       | 1    | 0      | 1      |